# ترشيزوك
ترشيزوك (بالفارسية: ترشیزوک) هي مستوطنة تقع في Baghestan Rural District في إيران. يقدر عدد سكانها بـ 84 نسمة .